# Plombierschelle

Plombierschelle

Mit einer Plombierschelle werden Verschraubungen von Gas- oder Wasserrohren gegen Manipulation gesichert.
Die Schelle besteht aus zwei Kunststoff-Halbschalen, die durch präzise Zapfen und Bohrungen beim Verschließen eingerastet und mit einer Zange (Plombierzange) unlösbar verpresst werden. Beim Entfernen der Schelle wird sie für immer zerstört. Sie kann nicht wiederverwendet werden.
Die Schellen werden in verschiedenen Größen angeboten, je nach Durchmesser und Form der zu sichernden Verschraubung.

## Anwendungen

Plombierschellen

Plombierschelle für Wasserzähler

Plombierschellen werden vorwiegend im Bereich der Gas- und Wasserversorgung verwendet. Sie werden wie ein Kragen um die Rohrverschraubung gelegt und mit einer Plombierzange versiegelt. Die Verschraubung kann nur geöffnet werden, wenn man vorher die Plombierschelle entfernt, d. h. das Siegel zerstört.
Mit der Plombierschelle wird z. B. verhindert, dass Gaszähler oder Wasserzähler entfernt oder überbrückt werden.